# 1. Fußball-Club 1911 Baunach (pallacanestro)
Il 1. Fußball-Club 1911 Baunach è una società cestistica, parte della polisportiva 1. Fußball-Club 1911 Baunach, avente sede a Baunach, in Germania. Fondata nel 1976, gioca nel campionato tedesco.
Disputa le partite interne nella Graf-Stauffenberg-Halle.